# Белінц (комуна)
Белінц (рум. Belinț) — комуна у повіті Тіміш в Румунії. До складу комуни входять такі села (дані про населення за 2002 рік):
- Бабша (261 особа)
- Белінц (1638 осіб)
- Грунь (258 осіб)
- Кізетеу (888 осіб)

Комуна розташована на відстані 370 км на північний захід від Бухареста, 41 км на схід від Тімішоари.

## Населення
За даними перепису населення 2002 року у комуні проживали 3045 осіб.
Національний склад населення комуни:
| Національність | Кількість осіб | Відсоток |
| -------------- | -------------- | -------- |
| румуни         | 2990           | 98,2%    |
| угорці         | 31             | 1,0%     |
| німці          | 18             | 0,6%     |
| українці       | 3              | 0,1%     |
| цигани         | 1              | < 0,1%   |
| серби          | 1              | < 0,1%   |
| словаки        | 1              | < 0,1%   |

Рідною мовою назвали:
| Мова       | Кількість осіб | Відсоток |
| ---------- | -------------- | -------- |
| румунська  | 2995           | 98,4%    |
| угорська   | 29             | 1,0%     |
| німецька   | 17             | 0,6%     |
| українська | 3              | 0,1%     |
| сербська   | 1              | < 0,1%   |

Склад населення комуни за віросповіданням:
| Релігія            | Кількість осіб | Відсоток |
| ------------------ | -------------- | -------- |
| православні        | 2868           | 94,2%    |
| п'ятдесятники      | 88             | 2,9%     |
| римо-католики      | 42             | 1,4%     |
| баптисти           | 16             | 0,5%     |
| реформати          | 10             | 0,3%     |
| старообрядці       | 4              | 0,1%     |
| адвентисти         | 2              | 0,1%     |
| бретрени           | 1              | < 0,1%   |
| не вказали релігію | 8              | 0,3%     |